# Sender Bendorf-Vierwindenhöhe

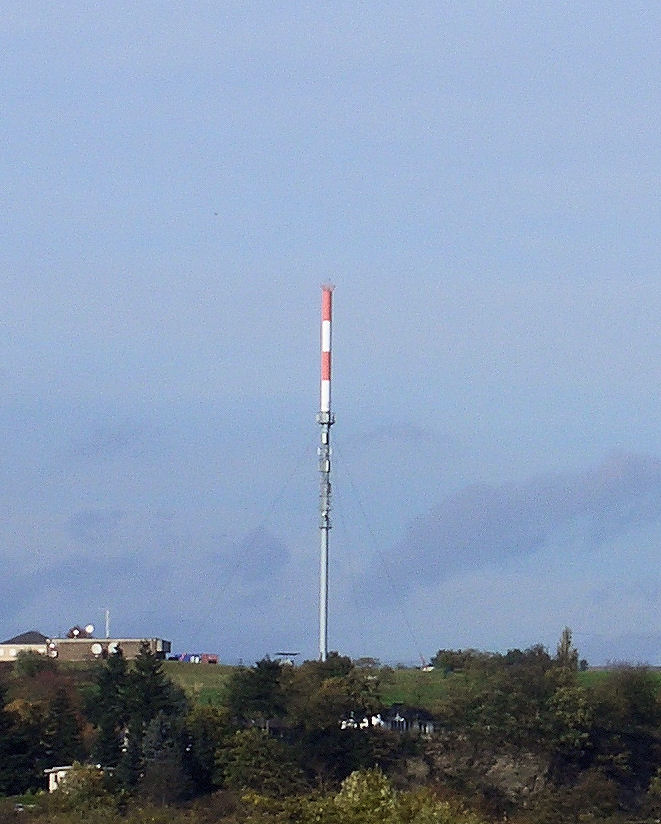
Der Sender Bendorf-Vierwindenhöhe 2008 noch mit TV-Antenne

Der Sender Bendorf-Vierwindenhöhe ist eine Sendeeinrichtung für UKW-Rundfunk in Bendorf. Er versorgt die Stadt Koblenz und das Neuwieder Becken mit Radioprogrammen. Mit der Einführung von DVB-T am 26. August 2008, das nun unter anderem vom Fernmeldeturm Koblenz gesendet wird, ist die Ausstrahlung analoger Fernsehprogramme an diesem Standort eingestellt worden.

## Frequenzen und Programme

### Analoges Radio (UKW)
| Frequenz (MHz) | Programm               | RDS PS   | RDS PI | Regionalisierung | ERP (kW) | Antennendiagramm rund (ND)/gerichtet (D) | Polarisation horizontal (H)/vertikal (V) |
| -------------- | ---------------------- | -------- | ------ | ---------------- | -------- | ---------------------------------------- | ---------------------------------------- |
| 99,8           | Deutschlandfunk        | __Dlf___ | D210   | –                | 0,5      | ND                                       | H                                        |
| 105,3          | Deutschlandfunk Kultur | Dlf_Kult | D220   | –                | 0,32     | D (300°-240°)                            | H                                        |
| 88,3           | Rockland Radio         | Rockland | D3AA   | Koblenz          | 2        | D (180°-230°)                            | H                                        |
| 98,9           | Antenne Koblenz 98.0   | ANTENNE_ | D3A9   | –                | 0,63     | D (110°-300°)                            | H                                        |
| 107,8          | Radyo Metropol FM      | METROPOL | 102B   | Rhein-Main       | 0,32     | D (190°-210°)                            | H                                        |
| 95,7           | DASDING                | DASDING_ | D3A5   | –                | 2        | D (90–290°)                              | H                                        |

### Ehemaliges Analoges Fernsehen (PAL)
Vor der Umstellung auf DVB-T wurden von hier die folgenden analogen TV-Programme gesendet:
| Kanal | Frequenz (MHz) | Programm                      | ERP (kW) | Antennendiagramm rund (ND)/ gerichtet (D) | Polarisation horizontal (H)/ vertikal (V) |
| ----- | -------------- | ----------------------------- | -------- | ----------------------------------------- | ----------------------------------------- |
| E31   | 551,25         | ZDF                           | 100      | ND                                        | H                                         |
| E51   | 711,25         | SWR Fernsehen Rheinland-Pfalz | 85       | ND                                        | H                                         |
| E57   | 759,25         | Sat.1                         | 0,3      | ND                                        | H                                         |
| E36   | 591,25         | RTL                           | 0,3      | ND                                        | H                                         |
| E53   | 727,25         | VOX                           | 0,3      | ND                                        | H                                         |
| E60   | 783,25         | ProSieben                     | 0,6      | ND                                        | H                                         |